# World Figure Skating Hall of Fame
Die World Figure Skating Hall of Fame ist eine Stätte zur Ehrung der größten Persönlichkeiten im Eiskunstlauf. Sie befindet sich in Colorado Springs, im US-Bundesstaat Colorado.
In ihr wurden Eiskunstläufer geehrt, wie Ulrich Salchow, Sonja Henie und Katarina Witt, aber auch Eiskunstlauftrainer wie Jutta Müller und Tatjana Tarassowa.

## Mitglieder
| Person                                   | Jahr der Aufnahme |
| ---------------------------------------- | ----------------- |
| Tenley Albright                          | 1976              |
| Andrée Joly / Pierre Brunet              | 1976              |
| Dick Button                              | 1976              |
| Peggy Fleming                            | 1976              |
| Gillis Grafström                         | 1976              |
| Carol Heiss                              | 1976              |
| Sonja Henie                              | 1976              |
| David Jenkins                            | 1976              |
| T.D. Richardson                          | 1976              |
| Jacques Gerschwiler                      | 1976              |
| Jackson Haines                           | 1976              |
| Gustave Lussi                            | 1976              |
| Hayes Alan Jenkins                       | 1976              |
| Axel Paulsen                             | 1976              |
| Ulrich Salchow                           | 1976              |
| Karl Schäfer                             | 1976              |
| Reginald Wilkie                          | 1976              |
| Howard Nicholson                         | 1976              |
| Edi Scholdan                             | 1976              |
| Montgomery Wilson                        | 1976              |
| Willy Böckl                              | 1977              |
| Jean Westwood / Lawrence Demmy           | 1977              |
| Donald Jackson                           | 1977              |
| Ljudmila Beloussowa / Oleg Protopopow    | 1978              |
| Maxi Herber / Ernst Baier                | 1979              |
| Barbara Ann Scott                        | 1979              |
| Cecilia Colledge                         | 1980              |
| Barbara Wagner / Robert Paul             | 1980              |
| Madge Syers                              | 1981              |
| Willie Frick                             | 1981              |
| William Hickok                           | 1981              |
| Herma Szabó                              | 1982              |
| Louis Rubenstein                         | 1984              |
| Werner Groebli                           | 1984              |
| Frances Dafoe / Norris Bowden            | 1984              |
| Charlotte Oelschlägel                    | 1985              |
| Arnold Gerschwiler                       | 1985              |
| F. Ritter Shumway                        | 1986              |
| Courtney Jones                           | 1986              |
| Ljudmila Pachomowa / Alexander Gorschkow | 1988              |
| Irina Rodnina                            | 1989              |
| Jayne Torvill / Christopher Dean         | 1989              |
| Scott Hamilton                           | 1990              |
| John Curry                               | 1991              |
| Jeannette Altwegg                        | 1993              |
| Richard Dwyer                            | 1993              |
| Ria Falk / Paul Falk                     | 1993              |
| Jacques Favart                           | 1993              |
| Georg Hasler                             | 1993              |
| Ronald Robertson                         | 1993              |
| Diane Towler / Bernard Ford              | 1993              |
| James Koch                               | 1994              |
| Jekaterina Gordejewa / Sergei Grinkow    | 1995              |
| William Tutt                             | 1995              |
| Katarina Witt                            | 1995              |
| Brian Boitano                            | 1996              |
| Herbert Clarke                           | 1996              |
| Sheldon Galbraith                        | 1996              |
| Carlo Fassi                              | 1997              |
| Lily Kronberger                          | 1997              |
| Benjamin Wright                          | 1997              |
| Tom Collins                              | 1998              |
| Josef Dědič                              | 1998              |
| Felix Kaspar                             | 1998              |
| Kristi Yamaguchi                         | 1998              |
| Ronald Ludington                         | 1999              |
| Gladys Hogg                              | 1999              |
| Dorothy Hamill                           | 2000              |
| Marina Klimowa / Sergei Ponomarenko      | 2000              |
| John Nicks                               | 2000              |
| Janet Lynn                               | 2001              |
| Maribel Vinson                           | 2002              |
| Jutta Müller                             | 2004              |
| Toller Cranston                          | 2004              |
| Midori Ito                               | 2004              |
| Robin Cousins                            | 2005              |
| Tamara Moskwina                          | 2005              |
| Donald Gilchrist                         | 2005              |
| Kurt Browning                            | 2006              |
| Frank Zamboni                            | 2006              |
| Frank Carroll                            | 2007              |
| Tatjana Tarassowa                        | 2008              |
| Willy Bietak                             | 2009              |
| Joyce Hisey                              | 2009              |
| Brian Orser                              | 2009              |
| Nikolai Panin                            | 2009              |
| Barbara Underhill / Paul Martini         | 2009              |
| Alena Vrzáňová                           | 2009              |
| Nobuo Satō                               | 2010              |
| Michelle Kwan                            | 2012              |
| Viktor Balck                             | 2013              |
| Sjoukje Dijkstra                         | 2013              |
| Ludowika Jakobsson / Walter Jakobsson    | 2013              |
| Denise Biellmann                         | 2014              |
| Anna Hübler / Heinrich Burger            | 2014              |
| Fritz Kachler                            | 2014              |
| Lori Nichol                              | 2014              |
| Sarah Kawahara                           | 2017              |
| Alexei Mishin                            | 2017              |
| Trixi Schuba                             | 2017              |
| Werner Rittberger                        | 2017              |
| Shen Xue / Zhao Hongbo                   | 2017              |
| Alexei Yagudin                           | 2017              |
| Vivi-Anne Hultén                         | 2017              |
| Phyllis Wyatt Johnson / James H. Johnson | 2017              |
| Hans-Rudi Mauch                          | 2017              |
| Shizuka Arakawa                          | 2018              |
| Sandra Bezic                             | 2018              |
| Emmerich Danzer                          | 2018              |
| Irina Moissejewa / Andrei Minenkow       | 2018              |
| Wiktor Petrenko                          | 2018              |
| Richard Porter                           | 2018              |
| Jelena Walowa / Oleg Wassiljew           | 2018              |
| Yao Bin                                  | 2018              |
| Natalja Bestemjanowa / Andrei Bukin      | 2019              |
| Ondrej Nepela                            | 2019              |
| Eva Romanová / Pavel Roman               | 2019              |
| Gabriele Seyfert                         | 2019              |
| Jelena Tschaikowskaja                    | 2019              |